# Jonatha Brooke
Jonatha Brooke (23 gennaio 1964) è una cantautrice e chitarrista statunitense.

## Discografia
Con The Story
- 1991 - Grace in Gravity
- 1993 - The Angel in the House

Solista
- 1995 - Plumb
- 1997 - 10 Cent Wings
- 1999 - Jonatha Brooke Live
- 2001 - Steady Pull
- 2004 - Back in the Circus
- 2006 - Live in New York
- 2007 - Careful what You Wish for
- 2008 - The Works
- 2014 - My Mother Has 4 Notes